# Quimilí
Quimilí is een plaats in het Argentijnse bestuurlijke gebied Moreno in de provincie Santiago del Estero. De plaats telt 10.959 inwoners.